# Dolni
Dolni (en rus: Дольный) és un poble (una possiólok) de l'óblast de Rostov, a Rússia, segons el cens rus del 2010 tenia 59 habitants. Pertany al districte de Proletarsk.